# Befody
Befody – miasto i gmina na Madagaskarze. Należy do dystryktu Nosy Varika, który jest częścią regionu Vatovavy-Fitovinany. W spisie ludności z 2001 roku, ludność gminy oszacowano na 12 tys.
W mieście dostępna jest szkoła podstawowa. Około 99% mieszkańców gminy to rolnicy. Najważniejszą uprawą jest ryż, a inne ważne produkty to kawa, fasola i maniok. Usługi zapewniają zatrudnienie dla zaledwie 1% populacji gminy. 